# Brunn (elsässisches Adelsgeschlecht)

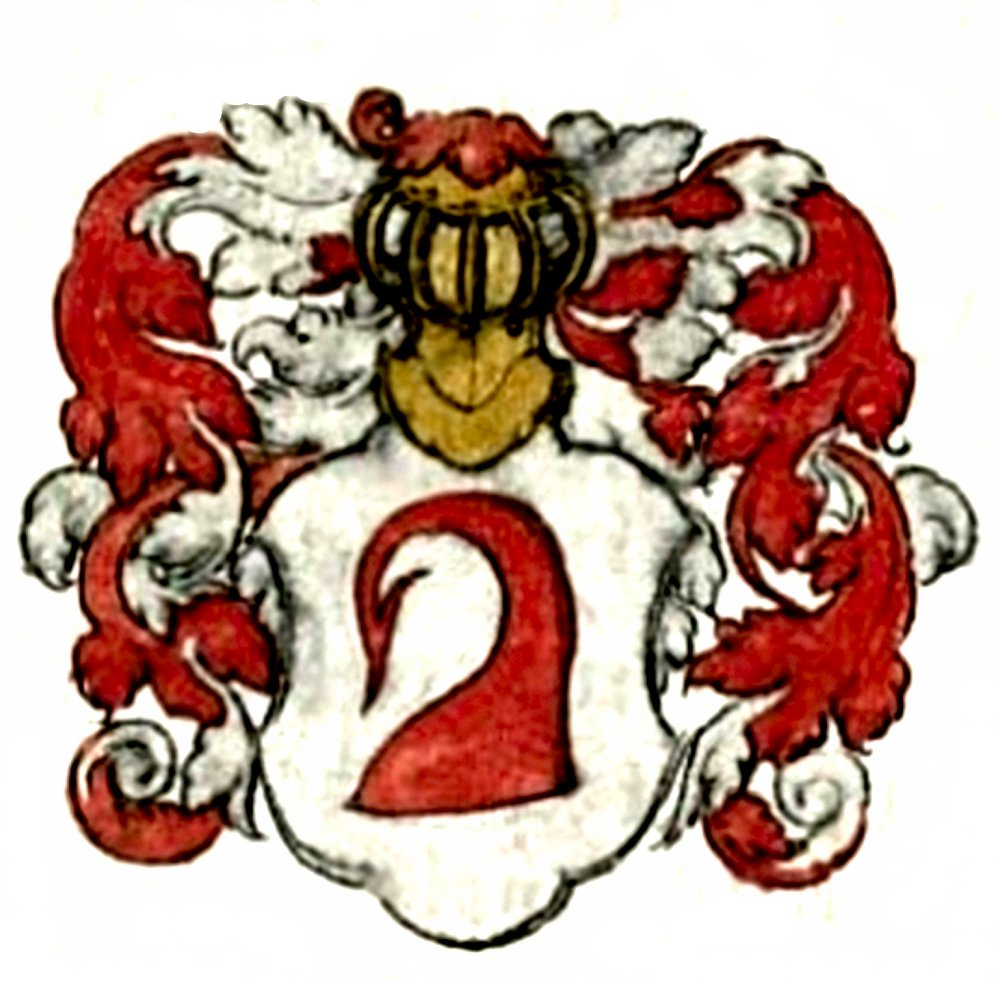
Wappen derer von Brunn

Brunn ist der Name eines elsässischen niederadligen Geschlechts.
Die Familie ist von den gleichnamigen märkischen Brunn als weder stamm- noch wappenverwandt zu unterscheiden.

## Geschichte
Der Stammsitz wird in Niederbronn-les-Bains vermutet. 1378 wurde auf der nahegelegenen Wasenburg ein Wilhelm von Born (oder Burne) verzeichnet, womit möglicherweise Vater des späteren Würzburger Bischofs Johann II. von Brunn, Wilhelm von Brunn († 1401) gemeint sein könnte.

## Wappen
Auf Silber ein roter Angelhaken. Sichtbar unter anderem als Relief an der Außenwand der Burg Forchheim.

## Bedeutende Vertreter
- Lamprecht von Brunn (1374–1398), Fürstbischof von Bamberg
- Johann II. von Brunn (1411–1440), Fürstbischof von Würzburg